# 아카라 아마타야쿨

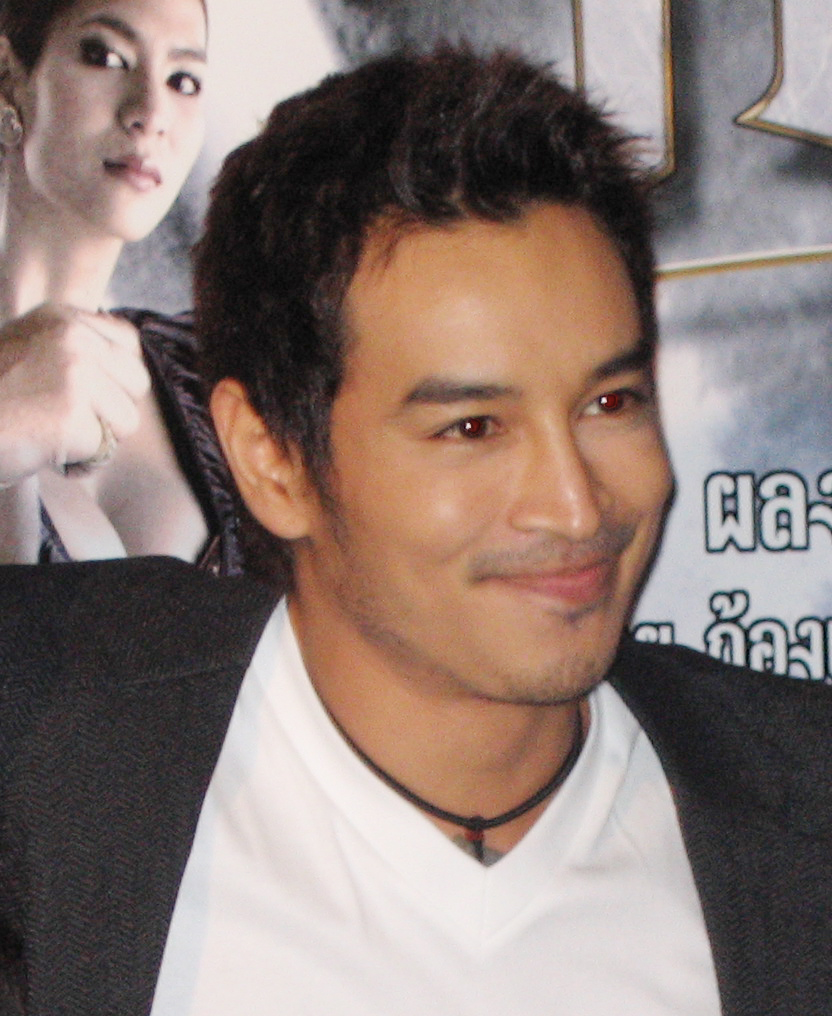

아카라 아마타야쿨(Akara Amarttayakul, 1974년 4월 19일 ~ )은 태국의 배우, 텔레비전 배우이다.
방콕에서 태어났다.

## 영화
- 임모탈: 불멸의 전사 (2019년)
- 이블 스네이크: 무언의 침입자 (2010년) - 사다유 역
- 혼(混): 나는 죽지 않았다  (2010년)
- 비터/스윗 (2009년)
- 무에타이 (2007년)
- 네크로맨서 (2005년)